# Notacantiformes
Els notacantiformes (Notacanthiformes) són un ordre de peixos del superordre Elopomorpha.

## Particularitats
Aquest ordre inclou peixos abissals similars a l'anguila.

## Taxonomia
Segons FishBase n'hi ha només dues famílies:
- Halosauridae
- Notacanthidae

Segons ITIS, l'ordre Notacanthiformes no existeix pas; en lloc d'aquest hi ha el subordre Notacanthoidei sota l'ordre Albuliformes:
- ordre Albuliformes
  - subordre Notacanthoidei
    - família Halosauridae
    - família Notacanthidae